# UNDEAD CORPORATION
UNDEAD CORPORATION（アンデッドコーポレーション）は、日本のロックバンド。
ラウドロック、デスメタル、スクリーモ、メタルコアなどの音楽要素を取り入れている。略称はアンコウ。これはバンド名を考える際に「略した時に魚の名前になるバンド名が良い」とのアイディアから、先に略称となる魚(鮟鱇)の名前を決めた事による。その為、コープスメイクにスーツを着た「働くアンデッド」というバンドコンセプトは、バンド名決定後に定まったものである。

## メンバー
- 朱美（アケミ） - Vocal
- 窪田道元（クボタ ドウゲン） - Vocal
- 仁耶（ジンヤ） - Guitar
- 松ケンスケ（マツ ケンスケ） - Bass, Keyboards
- En（エン） - Bass
- Micu（ミク） - Chorus

【元メンバー】
- 森下フミヤ（モリシタ フミヤ） - Drums
- YU-TO（ユウト） - Drums

## 経歴
- 2013年
  - 1月 - 松ケンスケを中心に、朱美、窪田道元、森下フミヤの4人編成で1stアルバム「O.D.」をリリース。
- 2015年
  - 2月 - 仁耶が正式加入。以降、5人編成となる。
  - 7月 - 2ndアルバム「Flash Back」をリリース。
- 2017年
  - 10月 - 3rdアルバム「No Antidote」をリリース。
- 2019年
  - 10月 - 「UNDEAD CORPORATION-DOUGEN」名義でレア音源集「Hidden Tracks」を配信。[3]
- 2022年
  - 6月 - 4thアルバム「J.O.I.N.T.」をリリース。[4]

## ディスコグラフィ

### アルバム
|     | 発売日        | タイトル                 | 最高位 | 規格品番 |
| 1st | 2013年1月30日 | O.D.                     | -      | ANCO0008 |
| 2nd | 2015年7月1日  | Flash Back               | -      | ANCO0014 |
| 3rd | 2017年10月4日 | No Antidote              | -      | ANCO0019 |
| 4th | 2022年6月8日  | J.O.I.N.T.               | -      | UNCO-001 |
|     | 2023年1月25日 | J.O.I.N.T.-instrumental- | -      |          |

### EP
| 発売日         | タイトル      | 最高位 | 規格品番 |
| 2019年10月24日 | Hidden Tracks | -      |          |
| -------------- | ------------- | ------ | -------- |

### 配信限定シングル
| 発売日        | タイトル                  |
| ------------- | ------------------------- |
| 2021年2月27日 | Giants (Cover)            |
| 2021年3月21日 | Everything Will Freeze II |
| 2021年3月30日 | Devil Trigger             |
| 2023年4月3日  | Fear Me (feat. Isam)      |
| 2023年8月8日  | God of Leaf               |